# Montbarrey
Montbarrey é uma comuna francesa na região administrativa de Borgonha-Franco-Condado, no departamento de Jura. Estende-se por uma área de 9,7 km². Em 2010 a comuna tinha 317 habitantes (densidade: 32,7 hab./km²).